# Pavel Pavlov
Pavel Pavlov Strachilov (in bulgaro Павел Павлов Страхилов?; Kostinbrod, 9 giugno 1953) è un ex lottatore bulgaro, specializzato nella lotta greco-romana.

## Palmarès

### Olimpiadi
- 1 medaglia:
  - 1 bronzo (Mosca 1980 negli 82 kg)

### Mondiali
- 1 medaglia:
  - 1 bronzo (San Diego 1979 negli 82 kg)